# Carel Godin de Beaufort
Pour les articles homonymes, voir Godin et Beaufort.
L'écuyer Karel Pieter Antoni Jan Hubertus Godin de Beaufort seigneur de Maarn et Maarsbergen, dit Carel Godin de Beaufort, né le 10 avril 1934 au château de Maarsbergen (province d'Utrecht) aux Pays-Bas et mort le 2 août 1964 à Düsseldorf (Land de Rhénanie-du-Nord-Westphalie) en Allemagne, est un pilote de course automobile néerlandais. Il a notamment disputé 26 Grands Prix de Formule 1 entre 1957 et 1964 et est le premier Néerlandais à avoir marqué des points en championnat du monde (4 au total).

## Biographie

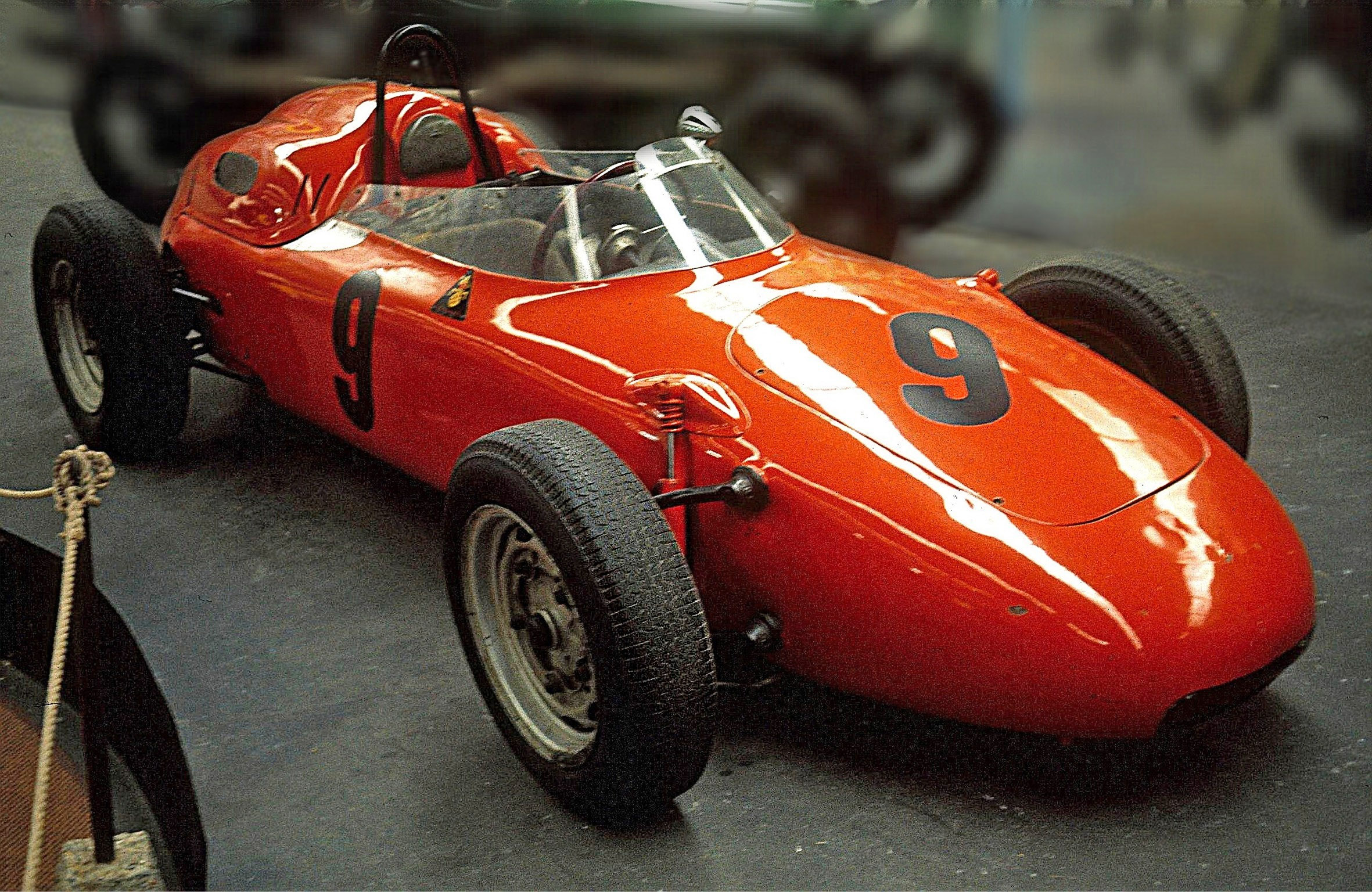
La Porsche 718 de Carel Godin de Beaufort, dans sa livrée nationale néerlandaise orange.

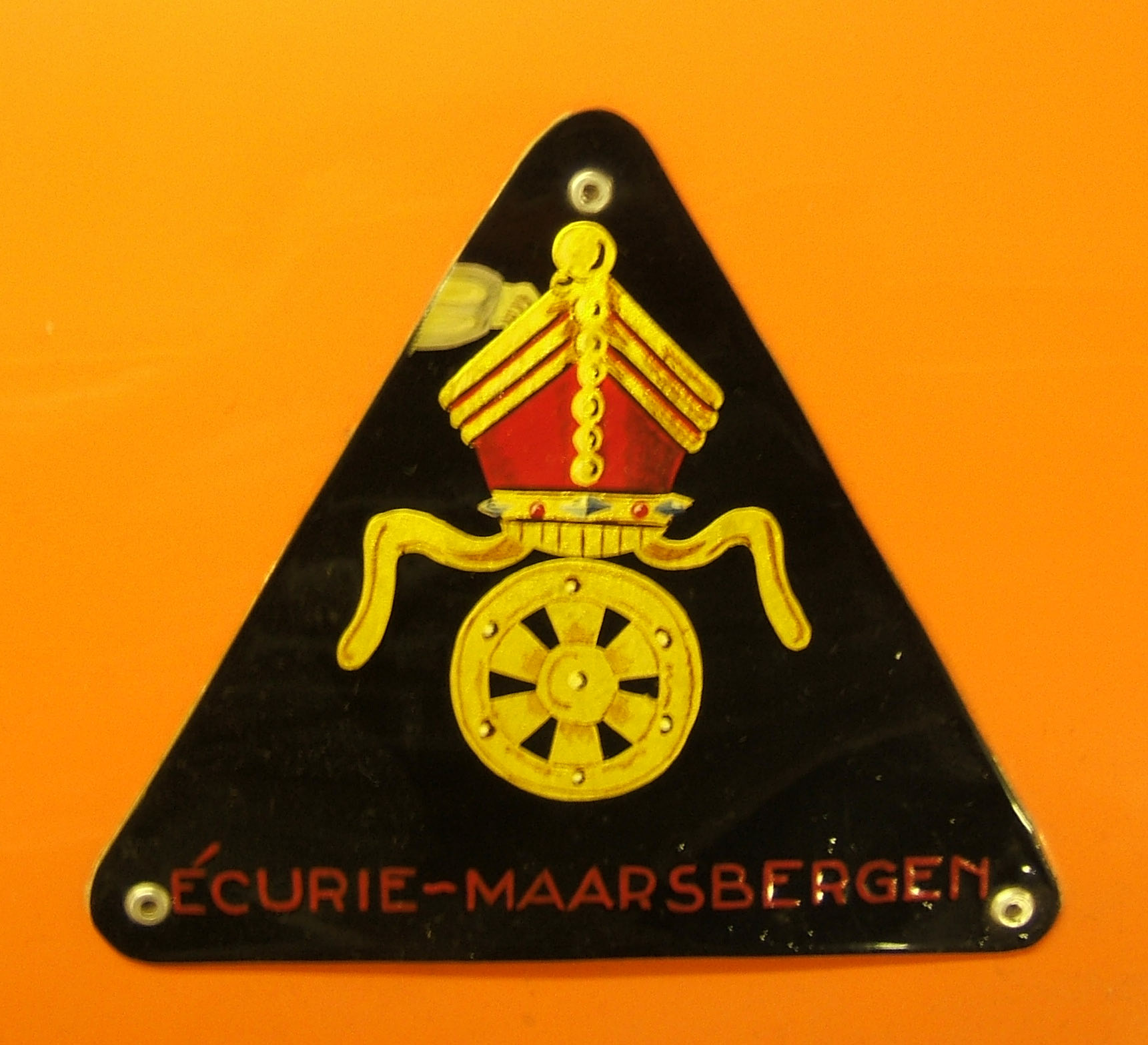
Écusson de lÉcurie Maarsbergen de Carel de Beaufort

Carel de Beaufort, gentleman-driver néerlandais, débute véritablement en sport automobile à la suite de son engagement en 1956 aux 24 Heures du Mans ; auparavant, il n'avait participé qu’à des courses mineures (hormis une quatorzième place lors des 24 Heures de Spa dès 1949 en famille).
En 1957, il fonde l'écurie (Écurie Maarsbergen, du nom de sa ville natale) avec laquelle il s'engage en championnat du monde de Formule 1 et sur certaines épreuves hors-championnat et lors de courses d’endurance. En septembre 1957, il est deuxième du Grand Prix automobile de Cadours Sport avec une Porsche 550 puis, en mai 1959, il remporte le Grand Prix de Spa Sport avec une Porsche 718 RSK avant de récidiver en octobre à l'Alpenflughafen Innsbruck.
Les premières années en Formule 1 sont difficiles pour de Beaufort qui peine en qualifications et a du mal à s’extraire des fonds de grille. Ses pairs le considèrent comme une « chicane mobile » et un danger sur la piste. À force de persévérance, il finit par être considéré comme un pilote à part entière, devenant à partir de 1961, un concurrent compétent et populaire.
Il lui faut attendre cinq ans en championnat du monde et douze participations pour obtenir son premier point, en terminant sixième du Grand Prix des Pays-Bas en 1962. Il récidive la même année au Grand Prix de France, à Rouen. Il obtient deux nouvelles sixièmes places en 1963 lors des Grand Prix de Belgique et des États-Unis, ce qui porte son total à quatre unités.
En 1964, il est contraint à l'abandon lors de son Grand Prix national et compte prendre sa revanche sur le sort lors du Grand Prix d'Allemagne 1964 disputé sur le Nürburgring. Mais, lors des essais qualificatifs, sa Porsche 718 quitte la piste dans le virage de Bergwerk : Carel de Beaufort, éjecté, souffre de sérieuses blessures à la tête, à la cage thoracique et aux jambes. Il est admis dans un hôpital local mais, à la demande de sa famille, est transféré dans un important hôpital neurologique à Düsseldorf qui ne peut que constater que l'on ne peut plus rien pour lui. Beaufort décède des suites de ses blessures trois jours après son accident.
Véritable gentleman-driver, Carel de Beaufort pilotait sous sa bannière Écurie Maarsbergen sa propre voiture orange vif, couleur nationale néerlandaise. Carel de Beaufort est quasiment toujours resté fidèle à Porsche (il a seulement conduit deux courses avec d’autres marques). Il courait sur une Porsche 718 orange (achetée au Rob Walker Racing Team) car les 718 étaient des voitures fiables et qu'il pouvait y glisser sa massive corpulence ; son surnom en course était Fatty Porsche, que l'on pourrait traduire par « le gros en Porsche ».
Aristocrate excentrique, il conduisait souvent sans chaussures et, lors de sa dernière course dont l'issue lui fut fatale, il a effectué quelques tours d'essais avec une perruque des Beatles en lieu et place de son casque.

## Résultats en championnat du monde de Formule 1
| Saison | Écurie             | Châssis         | Moteur              | Pneus  | GP disputés | Points inscrits | Classement |
| ------ | ------------------ | --------------- | ------------------- | ------ | ----------- | --------------- | ---------- |
| 1957   | Écurie Maarsbergen | Porsche 550 RS  | Porsche Flat 4      | Dunlop | 0 (1 F2)    | 0               | n.c.       |
| 1958   | Écurie Maarsbergen | Porsche 718 RSK | Porsche Flat 4      | Dunlop | 1 (1 F2)    | 0               | n.c.       |
| 1959   | Écurie Maarsbergen | Porsche 718 RSK | Porsche Flat 4      | Dunlop | 1           | 0               | n.c.       |
| 1959   | Scuderia Ugolini   | Maserati 250F   | Maserati 6 en ligne | Dunlop | 1           | 0               | n.c.       |
| 1960   | Écurie Maarsbergen | Cooper T51      | Climax 4 en ligne   | Dunlop | 0 (1 F2)    | 0               | n.c.       |
| 1961   | Écurie Maarsbergen | Porsche 718     | Porsche Flat 4      | Dunlop | 6           | 0               | n.c.       |
| 1962   | Écurie Maarsbergen | Porsche 718     | Porsche Flat 4      | Dunlop | 8           | 2               | 16e        |
| 1963   | Écurie Maarsbergen | Porsche 718     | Porsche Flat 4      | Dunlop | 7           | 2               | 14e        |
| 1964   | Écurie Maarsbergen | Porsche 718     | Porsche Flat 4      | Dunlop | 1           | 0               | n.c.       |
| Total  |                    |                 |                     |        | 26 (3 F2)   | 4               |            |

## Résultats hors-championnat du monde de Formule 1
| Saison | Écurie             | Châssis     | Moteur         | Pneus  | GP disputés | Pole position |
| ------ | ------------------ | ----------- | -------------- | ------ | ----------- | ------------- |
| 1961   | Écurie Maarsbergen | Porsche 718 | Porsche Flat 4 | Dunlop | 4           | 0             |
| 1962   | Écurie Maarsbergen | Porsche 718 | Porsche Flat 4 | Dunlop | 7           | 0             |
| 1963   | Écurie Maarsbergen | Porsche 718 | Porsche Flat 4 | Dunlop | 9           | 1             |
| 1964   | Écurie Maarsbergen | Porsche 718 | Porsche Flat 4 | Dunlop | 2           | 0             |
| Total  |                    |             |                |        | 22          | 1             |

## Résultats aux 24 heures du Mans
| Année | Écurie                     | Châssis                  | Moteur               | Équipiers        | Classement |
| ----- | -------------------------- | ------------------------ | -------------------- | ---------------- | ---------- |
| 1956  | Wolgang Seidel             | Porsche 550 ARS          | Porsche 1,5 L Flat 4 | Mathieu Hezemans | Abandon    |
| 1957  | Ed Hugus                   | Porsche 550 ARS          | Porsche 1,5 L Flat 4 | Ed Hugus         | 8e         |
| 1958  | Écurie Maarsbergen         | Porsche 550 ARS          | Porsche 1,5 L Flat 4 | Herbert Linge    | 5e         |
| 1959  | Écurie Maarsbergen         | Porsche 718 RSK          | Porsche 1,5 L Flat 4 | Christian Heins  | Abandon    |
| 1960  | Écurie Maarsbergen         | Porsche 718/4RS          | Porsche 1,6 L Flat 4 | Richard Stoop    | Abandon    |
| 1962  | Porsche System Engineering | Porsche 356 B Abarth     | Porsche 1,6 L Flat 4 | Ben Pon          | Abandon    |
| 1963  | Porsche System Engineering | Porsche 356 B 2000 GS GT | Porsche 2,0 L Flat 4 | Gerhard Koch     | Abandon    |

## Sources
- (en) Cet article est partiellement ou en totalité issu de l’article de Wikipédia en anglais intitulé « Carel Godin de Beaufort » (voir la liste des auteurs).